# Xylopia buxifolia
Xylopia buxifolia är en kirimojaväxtart som beskrevs av Henri Ernest Baillon. Xylopia buxifolia ingår i släktet Xylopia och familjen kirimojaväxter. Inga underarter finns listade i Catalogue of Life.